# Zorro (pel·lícula)
El Zorro  (títol original: Zorro) és una pel·lícula franco-italiana dirigida per Duccio Tessari el 1975. Ha estat doblada al català.

## Argument
Al Segle XIX, al Nuevo Aragon, Diego, un jove noble aparentment inofensiu, s'oposa al coronel Huerta, tirà local, convertint-se en el Zorro, un heroi emmascarat que dona suport als pobres pagesos en la revolta.

## Repartiment
- Alain Delon: Diego / Zorro
- Stanley Baker: coronel Huerta
- Ottavia Piccolo: Hortensia
- Moustache: sergent Garcia
- Enzo Cerusico: Joaquin
- Giacomo Rossi Stuart: Fritz von Merkel
- Giampiero Albertini: Germà Francisco
- Marino Masè: Miguel Vega de la Serna
- Rajka Jurcec :
- Adriana Asti: tia Carmen

## Banda original de la pel·lícula
- Zorro is back: compost i interpretat per Oliver Onions